# إدغار سانتانا
إدغار سانتانا هو لاعب كرة قاعدة دومينيكاني، ولد في 16 أكتوبر 1991 في بويرتو بلاتا في جمهورية الدومينيكان.

## وصلات خارجية
- إدغار سانتانا على موقع دوري كرة القاعدة الرئيسي (الإنجليزية)
- إدغار سانتانا على موقعبيزبول رفرنس.كوم (الدوري الرئيسي) (الإنجليزية)
- إدغار سانتانا على موقعبيزبول رفرنس.كوم (الدوري الثانوي) (الإنجليزية)
- إدغار سانتانا على موقع إي إس بي إن.كوم (أم.أل.بي) (الإنجليزية)
- إدغار سانتانا على موقع مشجعي الرسوم البيانية (الإنجليزية)